# اس‌تی‌اس-۷۹
اس‌تی‌اس-۷۹ (انگلیسی: STS-79) یکی از ماموریت‌های برنامه شاتل‌های فضایی بود که در تاریخ ۱۶ سپتامبر ۱۹۹۶ از پایگاه فضایی کندی به مقصد ایستگاه فضایی میر پرتاب شد. این ماموریت که حدوداً ده روز به طول انجامید توسط شاتل آتلانتیس انجام گرفت و بخشی از پروژه شاتل-میر جهت حمل خدمه و همچنین تجهیزات به ایستگاه فضایی میر روسیه بود.